# Steyermarkia
Steyermarkia là một chi thực vật có hoa trong họ Thiến thảo (Rubiaceae).

## Loài
Chi Steyermarkia gồm các loài: